# 아랍-동로마 전쟁
아랍-동로마 전쟁은 7세기부터 11세기까지 여러 무슬림 아랍 왕조와 동로마 제국 사이에 벌어진 일련의 전쟁이다. 갈등은 7세기에 확장주의자인 라시둔과 우마이야 칼리파국의 초기 무슬림 정복 기간에 시작되었고 그들의 후계자들에 의해 11세기 중반까지 계속되었다.
630년대 아라비아에서 무슬림 아랍인들이 출현하면서 동로마 남부 지역(시리아와 이집트)이 아랍 칼리프에게 급속히 상실되었다. 다음 50년 동안 우마이야 칼리프 치하에서 아랍인들은 여전히 동로마 상태였던 소아시아를 반복적으로 공격했고, 동로마 수도인 콘스탄티노폴리스를 두 번 포위했으며, 동로마 아프리카 총독부를 정복했다. 상황은 718년 아랍인들이 콘스탄티노폴리스를 2차 포위했을 때 실패하고 소아시아 동쪽 변두리의 타우루스 산맥이 상호 상호간 국경으로 굳건히 요새화되었으며 인구가 거의 감소한 후에야 안정되었다. 아바스 제국 치하에서는 대사관이 교환되고 심지어 휴전 기간까지 이어지면서 관계가 더욱 정상화되었지만, 10세기까지도 아바스 정부나 지역 통치자의 후원을 받아 거의 매년 약탈과 반격을 가하는 등 갈등은 여전히 표준으로 남아 있었다.
1세기 동안 동로마인들은 일반적으로 방어에 나섰고 야전 전투를 피했으며 요새화된 요새로 후퇴하는 것을 선호했다. 740년 이후에야 그들은 아랍인과 싸우고 잃어버린 땅을 되찾기 위해 습격을 시작했지만, 아바스 제국은 종종 소아시아에 대규모로 파괴적인 침략을 가해 보복할 수 있었다. 아랍인들도 바다로 진출했고, 650년대부터 지중해 전체가 전쟁터가 되었고, 섬과 해안 정착지에 대한 습격과 반격이 시작되었다. 아랍의 습격은 크레타, 몰타, 시칠리아를 정복한 후인 9세기와 10세기 초에 정점에 이르렀으며, 그들의 함대는 프랑스, 달마티아, 콘스탄티노플 해안에 도달했다.
861년 이후 아바스 왕조가 쇠퇴하고 분열되고 동시에 마케도니아 왕조 하에서 동로마 제국이 강화되면서 상황은 점차 바뀌었다. 920~976년, 동로마 제국은 마침내 아랍의 방어선을 무너뜨리고 북부 시리아와 대아르메니아에 대한 지배권을 회복했다. 아랍-동로마 전쟁의 마지막 세기는 시리아에서 파티마 왕조와의 국경 분쟁이 지배했지만, 1060년 이후 새로운 민족인 셀주크 투르크족이 출현할 때까지 국경은 안정적으로 유지되었다.

## 같이 보기
- 아이깁투스
- 투르 푸아티에 전투
- 동로마-오스만 전쟁
- 초기 무슬림 정복